# Murray Island

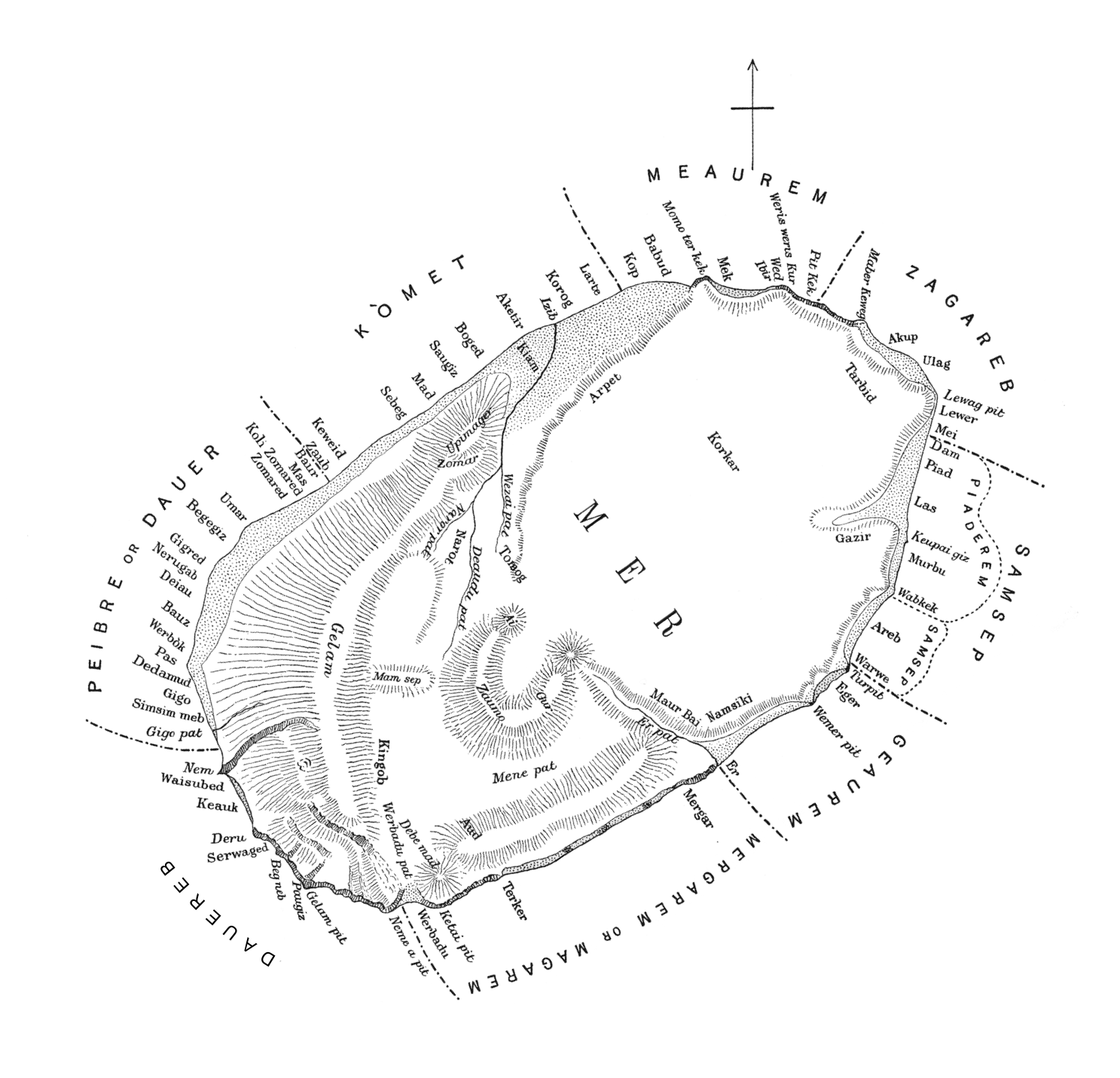
Karte von Murray Island (Mer) mit traditionellen Distrikten und Dörfern

Murray Island, von den Einheimischen Mer genannt, ist die östlichste bewohnte Insel im Archipel der Torres-Strait-Inseln. Mit den 2 Kilometer südwestlich gelegenen unbewohnten Eilanden Dowar Island (Dauar) und Wyer Island (Waier) bildet sie die Gruppe der Murray-Inseln.
Die Insel ist vulkanischen Ursprungs, von ovaler Form und etwa 4,1 km² groß. Die Hauptansiedlung (Mer) liegt an der Nordwestküste. Nach dem Zensus von 2016 lebten dort 453 Menschen, verglichen zu 365 im Jahr 2011.
Verwaltungstechnisch gehört die Insel zu den Eastern Islands, der östlichsten Inselregion im Verwaltungsbezirk Torres Shire von Queensland (Australien). Die Insel ist aufgeteilt unter die Stämme Komet, Zagareb, Meuram, Magaram, Geuram, Peibre, Meriam-Samsep, Piadram und Dauer Meriam. Zum Stammesgebiet der Meuram (Meaurem) im Norden von Murray Island gehören auch die Inseln Darnley Island und Stephens Island sowie die unbewohnten Inseln nördlich und östlich davon, bis zum Bramble Cay.
Einer der bekanntesten Einwohner von Murray Island war der hier geborene Eddie Mabo (1936–1992), der sich intensiv vor Gericht für die Landbesitzrechte der Torres-Strait-Insulaner auf Murray Island einsetzte und vor dem höchsten australischen Gericht einen Landrechtstitel zugesprochen bekam. Dieser Erfolg hatte große Bedeutung für die Landrechte auch der Aborigines.